# LOVE (筋肉少女帯のアルバム)
『LOVE』（ラヴ）は、筋肉少女帯の20枚目のアルバム。2019年11月6日に徳間ジャパンコミュニケーションズから発売された。

## 概要
10月9日にはバンド初の先行配信が行われた。
筋少トレーディングカード全10種のうち1枚が封入。

## 収録曲

### CD
1. 愛は陽炎
  - 作詞：大槻ケンヂ / 作曲：橘高文彦
2. from Now
  - 作詞：大槻ケンヂ / 作曲：内田雄一郎
3. ハリウッドスター
  - 作詞：大槻ケンヂ / 作曲：本城聡章
4. ボーン・イン・うぐいす谷
  - 作詞：大槻ケンヂ / 作曲：本城聡章
5. 妄想防衛軍
  - 作詞：大槻ケンヂ / 作曲：内田雄一郎
6. ドンマイ酒場
  - 作詞：大槻ケンヂ / 作曲：内田雄一郎
7. サクリファイス
  - 作詞：大槻ケンヂ / 作曲：橘高文彦
8. 直撃カマキリ拳!人間爆発
  - 作詞：大槻ケンヂ / 作曲：本城聡章
9. 喝采よ!喝采よ!
  - 作詞：大槻ケンヂ / 作曲：本城聡章
10. ベニスに死す〜LOVE
  - 作曲：内田雄一郎
  - インストゥルメンタル曲。
11. Falling out of love
  - 作詞：大槻ケンヂ / 作曲：橘高文彦

### DVD（初回限定盤のみ）
『メジャーデビュー 30th Anniversary FINAL LIVE「ザ・サン」突入 31st！』より、2019年6月30日の中野サンプラザ公演を再編集とリミックスした「ディレクターズ・カット版」として収録。
1. サンフランシスコ
2. 日本印度化計画
3. 僕の宗教へようこそ〜Welcome to my religion〜
4. エニグマ
5. Guru 最終形
6. 踊るダメ人間
7. イワンのばか
8. 機械
9. 元祖高木ブー伝説
10. 釈迦
11. モーレツア太郎